# 恩格爾峰
恩格爾峰（英語：Engel Peaks），是南極洲的山峰，位於帕爾默地東部，處於里米爾角以西24公里，海拔高度1,460米，在1928年由澳大利亞探險家拍攝空中照片，現時由南極條約體系管理。